# Joris Delle
Joris Delle (Briey, Lorena, Francia; 29 de marzo de 1990) es un futbolista francés. Juega de portero.

## Trayectoria
El 6 de agosto fichó por un año con el Feyenoord de Róterdam.
El 15 de junio de 2021 fichó por el KV Kortrijk de la Primera División de Bélgica.

## Selección nacional
Ha representado a Francia en las categorías sub-16, sub-17, sub-18 y sub-21.

## Clubes
| Club                     | País         | Año           |
| ------------------------ | ------------ | ------------- |
| FC Metz                  | Francia      | 2008-2012     |
| Nice                     | Francia      | 2012-2015     |
| Cercle Brugge (préstamo) | Bélgica      | 2013-2014     |
| Racing Club de Lens      | Francia      | 2015-2016     |
| NEC Nimega               | Países Bajos | 2016-2018     |
| Feyenoord                | Países Bajos | 2018-2019     |
| Orlando Pirates          | Sudáfrica    | 2019-2020     |
| KV Kortrijk              | Bélgica      | 2021-presente |